# Научная библиотека Третьяковской галереи
Научная библиотека Третьяковской галереи (Научная библиотека ГТГ) — научный отдел Государственной Третьяковской галереи. Библиотека расположена в особняке городской усадьбы XVIII—XIX вв. (1-й Кадашевский переулок, 14/13).

## История
Годом основания Научной библиотеки ГТГ считается 1899 г., когда значительная часть собрания книг Павла Михайловича Третьякова была передана и закреплена за Художественной галереей.
С 1918 года библиотека, вместе с музеем, получает государственный статус и финансирование. Фонды пополняются частными пожертвованиями и изданиями, получаемыми в результате закрытия ряда московских музеев. С 1931 года коллекция библиотеки пополняется выходящими в СССР книгами по искусству, получаемыми в качестве обязательного экземпляра от издательств.
В карандашном списке книг в основном перечислены художественные издания русских и зарубежных классиков, а также исторические сочинения («История Государства Российского» Н. И. Карамзина, «Русские полководцы», «История консульства», «История христианства») и «Отечественные записки», «Вестник исторических наук», «Современник», «Пантеон». Часть книг записана с пометкой «На дачу». Все эти книги и журналы не вошли в состав библиотеки Галереи. При анализе и сопоставлении указанных источников напрашивается вывод, что в галерею была передана лишь малая часть большой семейной библиотеки Третьяковых, которая рассматривалась душеприказчиками как «художественные издания».
В последующие годы фонды библиотеки во многом пополнялись за счет даров.
Изначально комплектование библиотеки было ориентировано на собирание материалов по истории отечественного изобразительного искусства.
На сегодняшний день в фондах Научной библиотеки ГТГ находятся уникальная коллекция изданий по изобразительному искусству России, которая включает в себя: рукописные древнерусские тексты; редкие библиофильские издания начала XX века; периодику (отечественную и иностранную); издания в формате книга художника, издания по мировому современному искусству.
На сегодняшний день фонд библиотеки составляет около 400 000 книг и периодических изданий.
Материалы из фондов научной библиотеки являются частыми экспонентами выставок ГТГ.
С 2007 по 2009 год проводилась комплексная реставрация фасадов и интерьеров исторического здания библиотеки.
26 октября 2022 года в Западном крыле Новой Третьяковки открыта своя общедоступная библиотека под названием «Книжная гостиная». Планируется расширение проекта до сети библиотек на базе ГТГ, посвященных русскому искусству.